# SA-801
La SA-801 es una carretera autonómica que une la localidad de Peñaranda de Bracamonte con la carretera  CL-605 , en la provincia de Salamanca, España.
Pertenece a la Red Complementaria Local de la Junta de Castilla y León. Pasa por las localidades salmantinas de Aldeaseca de la Frontera, El Campo de Peñaranda y Cantalpino.

## Recorrido
La carretera  SA-801  tiene su origen en Peñaranda de Bracamonte en la intersección con la carretera  CL-610  y termina en la intersección con la carretera  CL-605  en el término municipal de Cantalpino formando parte de la Red de carreteras de Salamanca.
| Peñaranda de Bracamonte (Intersección con ) - Cantalpino (Intersección con ) | Peñaranda de Bracamonte (Intersección con ) - Cantalpino (Intersección con ) | Peñaranda de Bracamonte (Intersección con ) - Cantalpino (Intersección con ) | Peñaranda de Bracamonte (Intersección con ) - Cantalpino (Intersección con ) | Peñaranda de Bracamonte (Intersección con ) - Cantalpino (Intersección con ) | Peñaranda de Bracamonte (Intersección con ) - Cantalpino (Intersección con ) | Peñaranda de Bracamonte (Intersección con ) - Cantalpino (Intersección con ) | Peñaranda de Bracamonte (Intersección con ) - Cantalpino (Intersección con ) | Peñaranda de Bracamonte (Intersección con ) - Cantalpino (Intersección con ) | Peñaranda de Bracamonte (Intersección con ) - Cantalpino (Intersección con ) | Peñaranda de Bracamonte (Intersección con ) - Cantalpino (Intersección con ) |
| Esquema                                                                      | PK                                                                           | Sentido Cantalpino                                                           | Sentido Cantalpino                                                           | Sentido Cantalpino                                                           | Sentido Cantalpino                                                           | Sentido Peñaranda de Bracamonte                                              | Sentido Peñaranda de Bracamonte                                              | Sentido Peñaranda de Bracamonte                                              | Sentido Peñaranda de Bracamonte                                              | Incidencias                                                                  |
| Esquema                                                                      | PK                                                                           | Velocidad                                                                    | Elemento                                                                     | Salida                                                                       | Salida                                                                       | Salida                                                                       | Salida                                                                       | Elemento                                                                     | Velocidad                                                                    | Incidencias                                                                  |
| Esquema                                                                      | PK                                                                           | Velocidad                                                                    | Elemento                                                                     | Dir.                                                                         | Nombre                                                                       | Nombre                                                                       | Dir.                                                                         | Elemento                                                                     | Velocidad                                                                    | Incidencias                                                                  |
| ---------------------------------------------------------------------------- | ---------------------------------------------------------------------------- | ---------------------------------------------------------------------------- | ---------------------------------------------------------------------------- | ---------------------------------------------------------------------------- | ---------------------------------------------------------------------------- | ---------------------------------------------------------------------------- | ---------------------------------------------------------------------------- | ---------------------------------------------------------------------------- | ---------------------------------------------------------------------------- | ---------------------------------------------------------------------------- |
|                                                                              | 0,0                                                                          |                                                                              |                                                                              |                                                                              | Macotera                                                                     | Macotera                                                                     |                                                                              |                                                                              |                                                                              |                                                                              |
|                                                                              | 0,0                                                                          | Medina del Campo                                                             |                                                                              |                                                                              |                                                                              |                                                                              |                                                                              |                                                                              |                                                                              |                                                                              |
|                                                                              | 0,0                                                                          |                                                                              |                                                                              | PEÑARANDA DE BRACAMONTE                                                      | PEÑARANDA DE BRACAMONTE                                                      | PEÑARANDA DE BRACAMONTE                                                      | PEÑARANDA DE BRACAMONTE                                                      |                                                                              |                                                                              |                                                                              |
|                                                                              | 0,2                                                                          |                                                                              |                                                                              |                                                                              | Salamanca Ávila Madrid Salvadiós Ventosa del Río Almar                       | Salamanca Ávila Madrid Salvadiós Ventosa del Río Almar                       |                                                                              |                                                                              |                                                                              |                                                                              |
|                                                                              | 0,2                                                                          | Cañizal Aldeaseca de la Frontera                                             |                                                                              |                                                                              |                                                                              |                                                                              |                                                                              |                                                                              |                                                                              |                                                                              |
|                                                                              | 0,2                                                                          | Peñaranda de Bracamonte                                                      |                                                                              |                                                                              |                                                                              |                                                                              |                                                                              |                                                                              |                                                                              |                                                                              |
|                                                                              | 3,9                                                                          |                                                                              |                                                                              | ALDEASECA DE LA FRONTERA                                                     | ALDEASECA DE LA FRONTERA                                                     | ALDEASECA DE LA FRONTERA                                                     | ALDEASECA DE LA FRONTERA                                                     |                                                                              |                                                                              |                                                                              |
|                                                                              | 4,3                                                                          |                                                                              |                                                                              | Zorita de la Frontera Cantalapiedra                                          | Zorita de la Frontera Cantalapiedra                                          | Zorita de la Frontera Cantalapiedra                                          | Zorita de la Frontera Cantalapiedra                                          |                                                                              |                                                                              |                                                                              |
|                                                                              | 4,3                                                                          |                                                                              |                                                                              | ALDEASECA DE LA FRONTERA                                                     | ALDEASECA DE LA FRONTERA                                                     | ALDEASECA DE LA FRONTERA                                                     | ALDEASECA DE LA FRONTERA                                                     |                                                                              |                                                                              |                                                                              |
|                                                                              | 10,3                                                                         |                                                                              |                                                                              | EL CAMPO DE PEÑARANDA                                                        | EL CAMPO DE PEÑARANDA                                                        | EL CAMPO DE PEÑARANDA                                                        | EL CAMPO DE PEÑARANDA                                                        |                                                                              |                                                                              |                                                                              |
|                                                                              | 10,5                                                                         |                                                                              |                                                                              |                                                                              | Zorita de la Frontera                                                        | Zorita de la Frontera                                                        |                                                                              |                                                                              |                                                                              |                                                                              |
|                                                                              | 10,5                                                                         | Villar de Gallimazo                                                          |                                                                              |                                                                              |                                                                              |                                                                              |                                                                              |                                                                              |                                                                              |                                                                              |
|                                                                              | 10,7                                                                         |                                                                              |                                                                              | EL CAMPO DE PEÑARANDA                                                        | EL CAMPO DE PEÑARANDA                                                        | EL CAMPO DE PEÑARANDA                                                        | EL CAMPO DE PEÑARANDA                                                        |                                                                              |                                                                              |                                                                              |
|                                                                              | 16,0                                                                         |                                                                              |                                                                              |                                                                              | Poveda de las Cintas Cantalapiedra                                           | Poveda de las Cintas Cantalapiedra                                           |                                                                              |                                                                              |                                                                              |                                                                              |
|                                                                              | 16,0                                                                         | Villoria Babilafuente Encinas de Abajo                                       |                                                                              |                                                                              |                                                                              |                                                                              |                                                                              |                                                                              |                                                                              |                                                                              |
|                                                                              | 20,0                                                                         |                                                                              |                                                                              | CANTALPINO                                                                   | CANTALPINO                                                                   | CANTALPINO                                                                   | CANTALPINO                                                                   |                                                                              |                                                                              |                                                                              |
|                                                                              | 20,3                                                                         |                                                                              |                                                                              | Arabayona de Mógica Salamanca                                                | Arabayona de Mógica Salamanca                                                | Arabayona de Mógica Salamanca                                                | Arabayona de Mógica Salamanca                                                |                                                                              |                                                                              |                                                                              |
|                                                                              | 20,7                                                                         |                                                                              |                                                                              | CANTALPINO                                                                   | CANTALPINO                                                                   | CANTALPINO                                                                   | CANTALPINO                                                                   |                                                                              |                                                                              |                                                                              |
|                                                                              | 27,575                                                                       |                                                                              |                                                                              |                                                                              | Madrigal de las Altas Torres Segovia                                         | Madrigal de las Altas Torres Segovia                                         |                                                                              |                                                                              |                                                                              |                                                                              |
|                                                                              | 27,575                                                                       | Cañizal Zamora                                                               |                                                                              |                                                                              |                                                                              |                                                                              |                                                                              |                                                                              |                                                                              |                                                                              |
|                                                                              | 27,575                                                                       | Cantalpino Peñaranda de Bracamonte                                           |                                                                              |                                                                              |                                                                              |                                                                              |                                                                              |                                                                              |                                                                              |                                                                              |